# РПГ-75
РПГ-75 — переносное одноразовое противотанковое оружие, разработанное в 1970-х годах в Чехословакии. Стреляет 68 миллиметровой гранатой с эффективной дальностью в 300 метров и максимальной дальностью в 1000 метров. Схож с американским противотанковым гранатомётом M72 LAW. Рекомендуется использовать против легких танков и бронированных гусеничных машин. 

## Версии
- RPG-75-TB

Усовершенствованная версия с термобарическим снарядом, представленная в 2009 году.
- RPG-Nh-75

Предназначен для тренировочной стрельбы. Идентичен боевому варианту, только с инертным снарядом.
- RPG-Cv-75

Предназначен для учебных стрельб. Содержит встроенный 7.65мм ствол - многоразовый.
- RPG-Šk-75

Предназначен для подготовки к стрельбе. Не содержит взрывного или корректирующего заряда.

## Технические характеристики
- Длина (в сложенном виде для транспортировки): 633 мм
- Длина (в боеготовом состоянии): 890 мм
- Вес: 3,2 кг
- Масса снаряда: 0,8 кг
- Масса взрывчатого вещества: 0,32 кг
- Диаметр: 68 мм
- Максимальная эффективная дальность поражения движущейся цели: 200 метров.
- Максимальная эффективная дальность против неподвижной цели: 300 метров.
- Максимальная дальность: 1000 метров
- Пробивная способность: 330мм катаной гомогенной брони
- Время полета до самоуничтожения: 3-6 секунд
- Начальная скорость: 189 метров в секунду
- Рабочая температура: от −40 до +50°С
- Боеприпас: снаряд с кумулятивной боевой частью

## Страны-эксплуатанты
- Алжир
- Чехия
- Грузия
- Мексика
- Польша
- Намибия (ранее СВАПО)[2]
- Сьерра-Леоне[3]
- Словакия
- Украина[4]

## Рекомендации
1. ↑  RPG-75. saafmuseum.org. Архивировано из оригинала 7 марта 2016 года.
2. ↑  Heitman, Helmoed-Romer. Modern African Wars (3): South-West Africa. — Osprey Publishing, 1991. — P. 33. — ISBN 978-1-85532-122-9.
3. ↑  World Infantry Weapons: Sierra Leone (2013). Архивировано 24 ноября 2016 года.
4. ↑  Roblin, Sebastien. Pictures and Video: The West Is Giving Thousands of Tank and Aircraft-Busting Missiles to Ukraine (амер. англ.). 19FortyFive (4 марта 2022). Дата обращения: 17 марта 2022. Архивировано 14 марта 2022 года.